# ریوکو یونه‌کورا
ریوکو یونه کورا (انگلیسی: Ryoko Yonekura؛ زادهٔ ۱ اوت ۱۹۷۵) یک مانکن (فرد)، و هنرپیشه اهل ژاپن است. به عنوان یکی از فیلم‌ها و مجموعه‌های تلویزیونی که او در آن نقش ایفا کرده است می‌توان از موساشی (مجموعه تلویزیونی تایگا) نام برد.